# Patusharra
Patusharra o Patušarra fou un territori a la frontera oriental d'Assíria a la part oriental del modern Mazanderan. Vers 670 aC Assarhaddon hi va fer una expedició i assenyala que era a la vora del desert de la sal -Dasht-e Kavir- i durant la qual va arribar fins a Bikni (moderna) que fou el punt més oriental de l'imperi assiri.